# Stadio Elías Figueroa Brander
Lo Stadio Elisa Figueroa Brander (in spagnolo Estadio Elías Figueroa Brander) è un impianto multifunzione di Valparaíso, in Cile, dedito principalmente al calcio.
Ospita gli incontri interni del Santiago Wanderers.